# Enrico Gasparotto
Pour les articles homonymes, voir Gasparotto.
Enrico Gasparotto (né le 22 mars 1982 à Sacile, dans la province de Pordenone en Frioul-Vénétie Julienne) est un coureur cycliste italo-suisse, professionnel entre 2005 et 2020. Champion d'Italie sur route en 2005, il a remporté l'UCI Europe Tour 2008 et l'Amstel Gold Race en 2012 et 2016. Lors de sa dernière saison en 2020, il court avec une licence suisse.

## Biographie

### 2005-2007: débuts pros chez Liquigas
Enrico Gasparotto débute dans le peloton professionnel en 2005, dans l'équipe Liquigas-Bianchi. Bon sprinteur, il remporte un premier succès lors du Tour de Catalogne où il devance notamment Thor Hushovd lors de la deuxième étape. En juin, il crée la surprise en gagnant au sprint le championnat d'Italie sur route, devant Filippo Pozzato et Massimo Giunti. Vêtu du maillot tricolore, il poursuit sa saison avec des places d'honneur à l'Eneco Tour, à la Coppa Bernocchi et au Memorial Viviana Manservisi. Une mononucléose contractée en fin d'année le prive de compétition durant les premiers mois de 2006. Il signe une sixième place au Grand Prix de l'Escaut en avril, avant qu'une crise de pneumonie ne perturbe à nouveau le déroulement de sa saison. Il remporte le Mémorial Cimurri en septembre et se classe troisième de la Coppa Sabatini en octobre.
Gasparotto signe de nouvelles places d'honneur au printemps 2007 (Tirreno-Adriatico, Flèche brabançonne, Tour du Trentin, Tour de Romandie). Il participe à ses premières courses pavées en Belgique (À travers les Flandres, Grand Prix E3). En mai, il prend part à son premier Tour d'Italie. Lors de la première étape disputée en contre-la-montre par équipes, Liquigas devance Astana et CSC. En franchissant la ligne d'arrivée devant ses coéquipiers, Enrico Gasparotto endosse le maillot rose. Il le perd le lendemain au profit de son leader Danilo Di Luca, puis le reprend pour une journée à l'issue de la troisième étape. Sa fin de saison est marquée par une deuxième place au classement final du Tour du Danemark. En novembre, il s'engage pour la saison 2008 avec l'équipe Barloworld.

### 2008: victoire sur l'UCI Europe Tour avec l'équipe Barloworld
Il offre de bonnes places d'honneur à Barloworld dès ses premières courses, au Tour de la province de Grosseto (6e), au Trofeo Laigueglia (4e), au Grand Prix de Lugano (3e). En mars, il se classe douzième de Milan-San Remo puis deuxième de Tirreno-Adriatico derrière Fabian Cancellara, effectuant un bon contre-la-montre (5e). Il court ensuite en Belgique, où il brille aux Trois Jours de La Panne. Il gagne la première étape et prend la tête du classement général. Il termine douzième du contre-la-montre final et prend la troisième place du classement final, derrière Joost Posthuma et Manuel Quinziato. Cette série de bons résultats l'élève une première fois en tête du classement de l'UCI Europe Tour. Son deuxième Giro, où il vise une victoire d'étape est plus décevant : il n'y obtient qu'une septième place à la 17e étape. Gasparotto renoue avec le succès dès le mois de juin en ajoutant une première course par étapes à son palmarès : le Ster Elektrotoer. Disputant la victoire au classement individuel de l'UCI Europe Tour avec Stefano Garzelli, il parvient à prendre une avance définitive en septembre, avec une victoire au Tour de Romagne, une deuxième place à la Coppa Placci et une septième au Tour du Poitou-Charentes.
À la faveur de cette saison réussie, Enrico Gasparotto s'engage pour deux ans avec la formation Lampre-NGC.

### 2009-2014: retour en ProTour

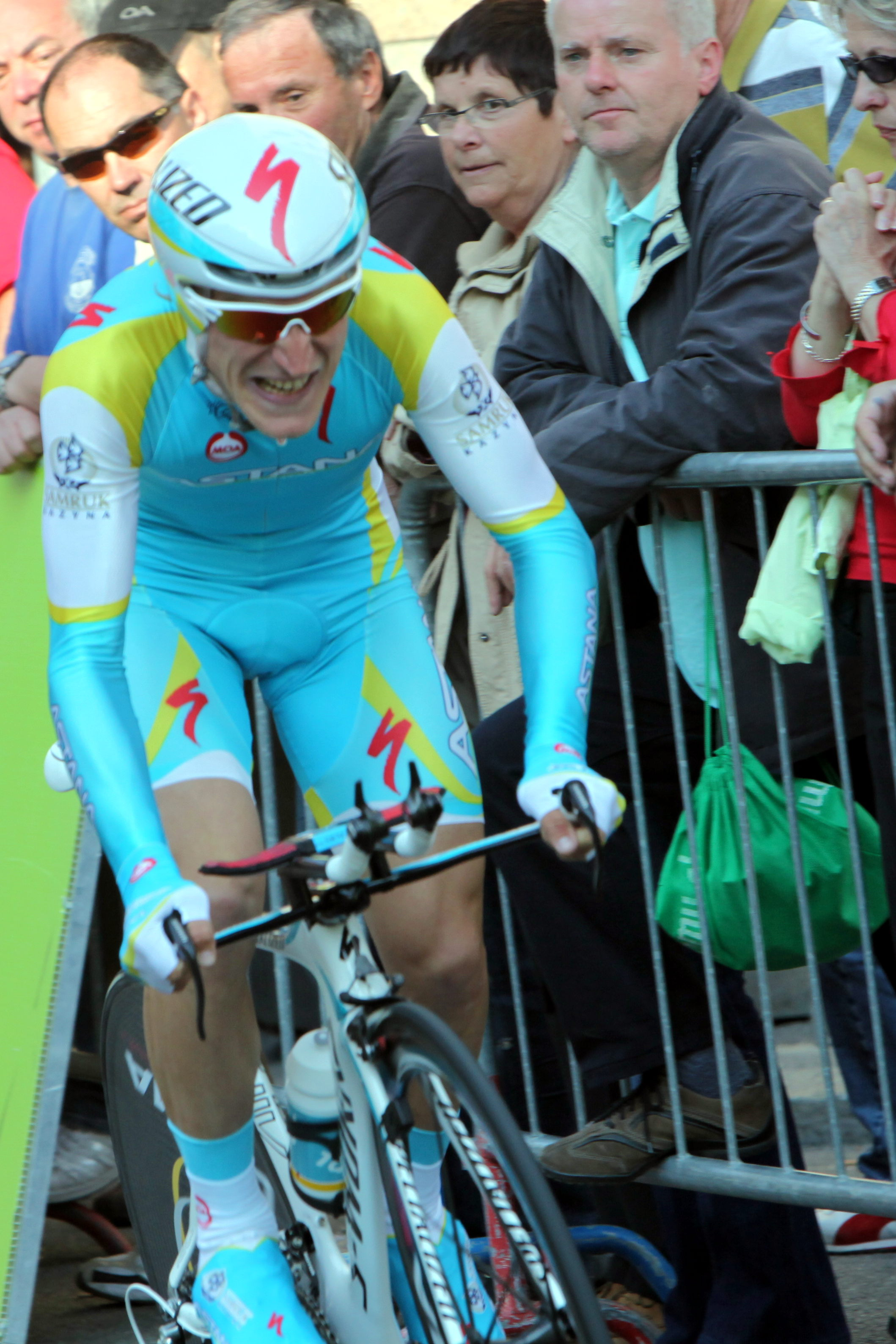
Enrico Gasparotto au prologue du Tour de Romandie 2011.

Enrico Gasparotto signe pour la saison 2009 dans l'équipe italienne Protour Lampre-NGC. Il réalise comme principal résultat en début de saison une seconde sur le Tour de la province de Grosseto derrière son compatriote Daniele Pietropolli. Il prend part ensuite à son troisième Tour d'Italie où il ne réalise pas de résultats probants mais prend la 60e place du classement général final à Rome, son meilleur résultat.
Après une troisième place sur la Coppa Bernocchi derrière Luca Paolini et Danilo Hondo, il participe à son premier Tour d'Espagne. Il termine 82e à l'arrivée à Madrid.
Enrico Gasparotto s'engage avec l'équipe Astana en 2010 avec l'assurance d'avoir sa chance sur certaines courses du calendrier. Il commence sa nouvelle saison dans l'équipe kazakh par des places d'honneurs sur l'Étoile de Bessèges et les Strade Bianche (9e). Il remporte ensuite sa première victoire de la saison en gagnant la 5e étape de Tirreno-Adriatico devant Stefano Garzelli et son coéquipier Maxim Iglinskiy. Il termine 18e du classement général. Il participe ensuite à Milan-San Remo (13e) et Gand-Wevelgem (24e).
Il prend ensuite part aux classiques ardennaises en tant que l'un des leaders de sa formation. Lors de la première des trois classiques, l'Amstel Gold Race, il termine 3e au sommet du Cauberg derrière le Belge Philippe Gilbert et le Canadien Ryder Hesjedal. Il participe ensuite au Tour d'Italie pour aider son leader kazakh Alexandre Vinokourov. Il abandonne lors de la 11e étape alors que son leader perd le maillot rose à l'arrivée à L'Aquila.
Sans grands résultats lors de l'été, il prend le départ du dernier Grand Tour de la saison, le Tour d'Espagne, qu'il termine 68e.
Le 15 avril 2012, Gasparotto remporte l'Amstel Gold Race en devançant Jelle Vanendert et Peter Sagan. Une semaine plus tard, il prend la troisième place de Liège-Bastogne-Liège en gagnant le sprint du premier groupe de coureurs arrivé après le vainqueur Maxim Iglinskiy et son poursuivant Vincenzo Nibali. En mai, il dispute le Tour d'Italie. Présent sur le Tour d'Espagne en août, il chute durant la 1re étape qui se dispute sous forme d'un contre-la-montre par équipes. Victime d'une fracture de la clavicule droite, il termine l'étape mais ne repart pas le lendemain.

### 2015-2016: Wanty-Groupe Gobert
Fin 2014 il signe un contrat avec l'équipe continentale professionnelle belge Wanty-Groupe Gobert. Pour sa première saison sous ses nouvelles couleurs, il termine huitième de l'Amstel Gold Race.
La saison suivante, il s'impose sur la classique néerlandaise, qu'il a déjà remportée 4 ans auparavant, en devançant au sprint le Danois Michael Valgren, le duo ayant gardé 4 secondes d'avance sur un petit peloton d'une trentaine d'unités. En franchissant la ligne d'arrivée, l'Italien pointe les 2 index vers le ciel afin de rendre hommage à son équipier Antoine Demoitié, décédé accidentellement quelques jours plus tôt sur Gand-Wevelgem. Durant cette saison de classiques, il est également deuxième de la Flèche brabançonne, cinquième de la Flèche wallonne et douzième de Liège-Bastogne-Liège.

### 2017- 2020: fin de carrière
Enrico Gasparotto retrouve les rangs de l'UCI World Tour en 2017, avec la nouvelle équipe Bahrain-Merida. En 2018, il obtient la 3e place de l'Amstel Gold Race.
Durant l'automne 2019, il obtient la nationalité suisse et choisit de courir avec une licence de son nouveau pays à partir de 2020. Il rejoint l'équipe NTT cette année-là sans obtenir de résultats probants. Il prend sa retraite fin 2020.

## Palmarès et classements mondiaux

### Palmarès chez les amateurs
| - 2002 - 2e de la Coppa 1° Maggio - 3e du Gran Premio Fiera del Riso - 2003 - Coppa Regole Spinale e Manez - Grand Prix de la ville de Venise - 2e de Vicence-Bionde - 3e du Gran Premio Fiera del Riso - 3e de la Coppa d'Inverno | - 2004 - 5e étape du Tour du Frioul-Vénétie Julienne - Trofeo Alfredo Lando - Circuito Città di San Donà - Gran Premio Fiera del Riso - 2e de La Bolghera - 2e de Vicence-Bionde - 2e du Circuito dell'Assunta - 3e du Grand Prix de Poggiana |  |

### Palmarès professionnel
| - 2005 - Champion d'Italie sur route - 2e étape du Tour de Catalogne - 3e de l'Uniqa Classic - 10e de Paris-Tours - 2006 - Mémorial Cimurri - 3e de la Coppa Sabatini - 2007 - 1re étape du Tour d'Italie (contre-la-montre par équipes) - 2e du Tour du Danemark - 2008 - Vainqueur de l'UCI Europe Tour - 1re étape des Trois Jours de La Panne - Ster Elektrotoer : - Classement final - 2e étape - Tour de Romagne - 2e de Tirreno-Adriatico - 2e de la Coppa Placci - 3e des Trois Jours de La Panne - 3e du Grand Prix de Lugano - 2009 - 2e du Tour de la province de Grosseto - 3e de la Coppa Bernocchi - 2010 - 5e étape de Tirreno-Adriatico - 3e de l'Amstel Gold Race | - 2012 - Amstel Gold Race - 3e de Liège-Bastogne-Liège - 2013 - 5e du Tour de Lombardie - 6e de Liège-Bastogne-Liège - 7e du Grand Prix cycliste de Montréal - 9e de l'Amstel Gold Race - 2014 - 8e de l'Amstel Gold Race - 8e du Grand Prix cycliste de Québec - 9e du Grand Prix cycliste de Montréal - 2015 - 8e de l'Amstel Gold Race - 2016 - Amstel Gold Race - 2e de la Flèche brabançonne - 5e de la Flèche wallonne - 2018 - 3e de l'Amstel Gold Race - 3e du Grand Prix de Lugano - 3e de la Coppa Agostoni - 5e de Liège-Bastogne-Liège - 2019 - 10e de la Flèche wallonne |  |

### Résultats sur les grands tours

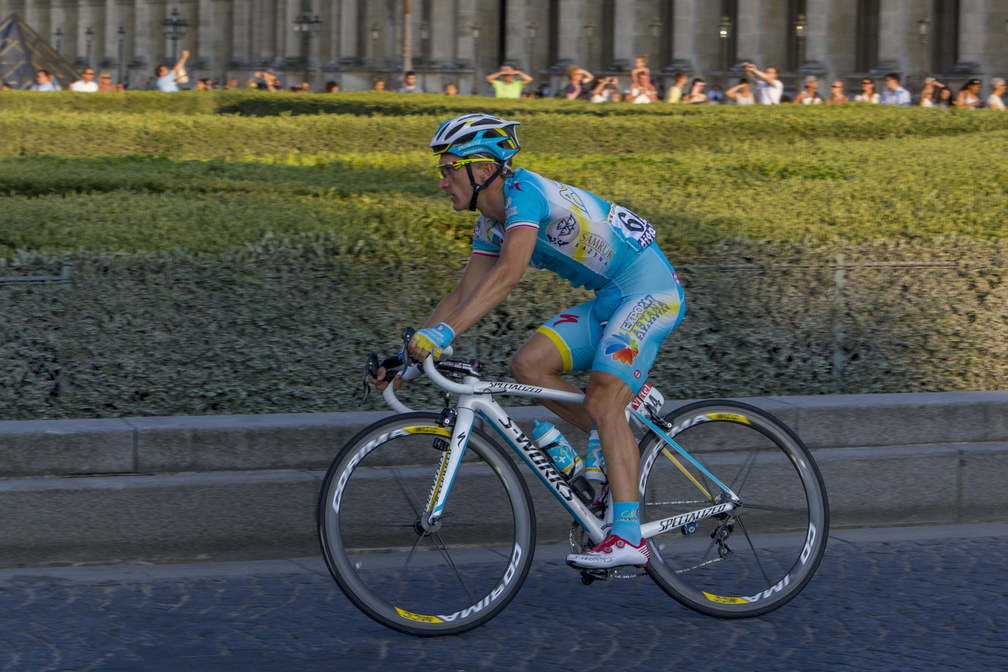
Enrico Gasparoto durant la 21e étape du Tour de France 2013

#### Tour de France
1 participation
- 2013 : 95e

#### Tour d'Italie
8 participations
- 2007 : 97e, vainqueur de la 1re étape (contre-la-montre par équipes),  maillot rose pendant 2 jours
- 2008 : 92e
- 2009 : 60e
- 2010 : abandon (11e étape)
- 2012 : 66e
- 2014 : 97e
- 2017 : 76e
- 2019 : 69e

#### Tour d'Espagne
5 participations
- 2009 : 82e
- 2010 : 68e
- 2011 : 78e
- 2012 : non-partant (2e étape)
- 2020 : 120e

### Classements mondiaux
| Année                  | 2005 | 2006 | 2007 | 2008 | 2009 | 2010 | 2011 | 2012 | 2013 | 2014 |
| ---------------------- | ---- | ---- | ---- | ---- | ---- | ---- | ---- | ---- | ---- | ---- |
| Classement ProTour     | 155e | 203e | 183e |      |      |      |      |      |      |      |
| Calendrier mondial UCI |      |      |      |      | nc   | 82e  |      |      |      |      |
| UCI World Tour         |      |      |      |      |      |      | 153e | 33e  | 45e  | 103e |
| UCI Africa Tour        |      |      |      | 177e |      |      |      |      |      |      |
| UCI Europe Tour        |      |      |      | 1er  |      |      |      |      |      |      |